# Catacumbas de San Calixto
Las catacumbas de San Calixto son el primer cementerio oficial de la Comunidad romana y el sepulcro de varios papas del siglo III, contando con una extensión de 15 hectáreas en 5 niveles distintos que contienen alrededor de medio millón de cuerpos. La Catacumbas de Calixtos son notables por contener una sección conocida como la Cripta de los Padres o Cripta de los Papas, que contiene las tumbas papales de varios Papas del siglo II al IV.
Son parte del considerado complejo calixtiano, un área de alrededor 30 hectáreas comprendidas entre la vía Appia Antigua, la vía Ardeatina y la vía de las Siete Iglesias, en las afueras de Roma; este complejo que hospeda diversas áreas funerarias y catacumbales.

## Historia
Las catacumbas se construyeron a finales del siglo II, con algunos subterráneos cristianos privados y de un área funeraria directamente dependiente de la iglesia romana. Toman nombre del diácono Calixto I, propuesto por el papa Ceferino a la administración del cementerio mismo. Subió a su vez al trono pontificio, Calixto amplió el complejo funerario, que bien pronto se convirtió en una iglesia oficial.
La catacumbas cayeron en desuso tras el entierro del Papa Cornelio en el año 253 d. C. y en siglos posteriores solo eran conocidas por un pequeño grupo de frailes locales que solían visitar las catacumbas periódicamente para realizar servicios religiosos y rezar sus oraciones (sobre todo durante el siglo XV), aunque nunca trataron de mantener la existencia de las catacumbas en secreto ni de resguardarlas para evitar la entrada de otras personas y por tanto varios locales curiosos e incluso turistas llegaron a visitarlas a lo largo de los siglos; por ejemplo, cuando se redescubrieron las catacumbas en 1852, se encontró grabado el nombre "Johannes Lonck" con la fecha de 1432, grabado por algún visitado del norte de Europa.
No sería hasta 1848 cuando el afamado arqueólogo italiano Giovanni Battista de Rossi las redescubrió, las reportó de manera oficial a todo el mundo y dio comienzo a las investigaciones científicas y arqueológicas formales.

## Descripción

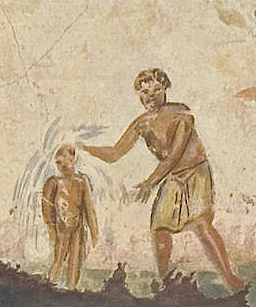
Pintura de un bautizo presente en la catacumba de San Calixto.

Las catacumbas son parte de un complejo funerario más grande conocido como el Complesso Callistiano que tiene una extensión de unas treinta hectáres.
Las Catacumbas de San Calixto en sí tienen un área de unas 15 hectáreas y tienen 5 niveles y residen en ella alrededor de medio millón de cuerpos; las galerías, donde dieron sepultura más de cincuenta mártires y dieciséis pontífices, fueron parte de un complejo mortuorio que ocupa quince hectáreas y alcanzan unas dimensiones de casi veinte kilómetros. Los núcleos más antiguos son las criptas de Lucina y la región conocida como de los Papas y de Santa Cecilia, donde se conservan algunas entre las memorias más sagradas del lugar (las criptas de los Papas y de Santa Cecilia, y los cubículos de los Sacramentos); las otras regiones son denominadas de San Cayo y de San Eusebio (de finales del siglo III d. C.), Occidentales (citados en la primera mitad del siglo IV d. C.), con grandiosas arquitecturas subterráneas.

## La cripta de los Padres
Una escala moderna, mandada a construir sobre la antigua tumba del papa Damaso I, da acceso a la región de los papas, en el cual se visita la homónima cripta, donde fueron sepultados nueve pontífices y, quizás, ocho exponentes de la jerarquía eclesiástica: a lo largo de las paredes están las inscripciones originales en griego de los pontífices Ponciano, Antero, Fabián, Lucio I y Eutichiano. El papa Sixto II también fue sustituido en las paredes del fondo, asesinado durante la persecución de Valeriano. La inscripción métrica frente al sepulcro del Papa Dámaso está grabado en caracteres ideados por el calígrafo Furio Dionisio Filocalo.

## La tumba de Santa Cecilia y los cubículos de los sacramentos
En la cripta contigua está la tumba de Santa Cecilia, en la cual algunas reliquias fueron trasladadas por el Papa Pascual I en 821 d. C.: los frescos de principios del siglo IX d. C. poseen unas paredes que representan a Santa Cecilia orante, el busto del Redentor y papa Urbano I. Poco lejos, una galería de finales del siglo II d. C. da acceso a los cubículos de los sacramentos, que albergan frescos de la primera mitad del siglo III d. C. que aluden al bautismo, a la eucaristía y a la resurrección de la carne.

## Otras áreas de interés

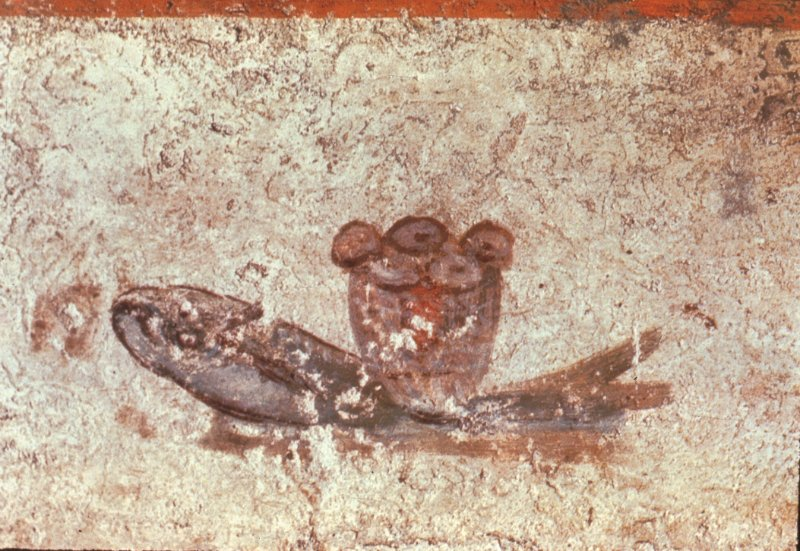
Pez y pan eucarísticos, pintura sobre la pared de la cripta de Lucina, en la catacumba de San Calixto, Roma.

En la vecina región de San Melquíades, el sarcófago del niño tiene la parte superior esculpida de episodios bíblicos. En la región de los Santos Cayo y Eusebio hay algunas criptas distintas, una opuesta a la otra, que acogen los sepulcros de los papas Cayo, con una inscripción, y Eusebio, fallecido en Sicilia donde había estado exiliado por Majencio y trasladado a Roma durante el pontificado de Melquíades; en una copia en mármol de finales del siglo IV, en el cual  sobre el lado opuesto están los fragmentos originales, se lee una inscripción del papa Damasco con el recuerdo del cisma suscitado por Heraclio por la cuestión de los lapsos.
A lo largo de la galería se encuentran, en sucesión, la cripta de los mártires Calocero y Partenio y el doble cubículo de Severo, que contiene una inscripción rítmica, no posterior al 304, donde el obispo de Roma Marcelino es nombrado por primera vez papa y se profesa la fe en la resurrección final. En una región más remota está la deposición del papa Cornelio, en el cual el sepulcro conserva la inscripción original el conteniente título de mártir y, a los lados, espléndidas pinturas, con caracteres estilísticos bizantinos de los siglos VII y VIII, que representa a los papas Sixto II y Cornelio y los obispos africanos Cipriano y Ottato.
En un cercano cubículo están algunos entre los más antiguos frescos de las catacumbas romanas (fin del II – inicios del siglo III): en el techo, un Buen Pastor con orantes, y en las paredes de fondo dos peces con una cesta de pan sobre la espalda, símbolo de eucaristía.

## Pontífices sepultados en las catacumbas
Las catacumbas de San Calixto han alojado la sepultura de 16 papas, también si no es cierto el lugar de inhumación de San Ceferino: San Urbano I, San Ponciano, San Antero, San Fabián, San Cornelio, San Lucio I, San Esteban I, San Sixto III, San Dionisio, San Felipe I, San Eutiquiano, San Cayo, San Eusebio, San Melquíades y San Dámaso I.
Por el momento ya no existen restos humanos en las catacumbas, por lo menos en la zona ya excavada, puesto que la superintendencia ha decidido trasladar todos los restos a la basílica de Santa Práxedes para evitar que los turistas pudiesen profanar las sepulturas eliminando fragmentos y reliquias.

### Papas enterrados en las catacumbas
A continuación se listan todos los Papas que se conoce están enterrados en las catacumbas, agrupados por siglo: 

#### sigloII
| Pontificado    | Retrato | Nombre común               | Traslaciones pre-catacumba                                                                         | Ubicación dentro de la catacumba     | Traslaciones post-catacumba                                                                             | Notas                                                                                               |
| -------------- | ------- | -------------------------- | -------------------------------------------------------------------------------------------------- | ------------------------------------ | --- | --------------------------------------------------------------------------------------------------- |
| 155–166        |         | Papa Aniceto San Aniceto   | Colina Vaticana (algunas fuentes dicen que fue enterrado originalmente en la Catacumba de Calisto) | Desconocido                          | Palacio Altemps (Plaza Navona)                                                                          | El sarcófago que pudo haber contenido sus restos se encuentra en el Palacio Altemps                 |
| c. 166–174/175 |         | Papa Sotero Saint Soter    | Ninguno                                                                                            | Desconocido                          | San Silvestro in Capite Basílica de San Sixto Vecchio Toledo, España Santi Silvestro e Martino ai Monti | Posiblemente nunca enterrado en la Catacumba de Calisto y confundido con el mártir enterrado en 304 |
| 199–217        |         | Papa Ceferino San Ceferino | Cementerio privado ("in cymiterio suo")                                                            | No ubicado en la Cripta de los Papas | San Silvestro in Capite                                                                                 | Primer papa enterrado en la catacumba, sobre la cual dio la orden a Calisto de organizar            |

#### sigloIII
| Pontificado                                 | Retrato | Nombre común                   | Traslaciones pre-catacumba | Ubicación dentro de la catacumba | Traslaciones post-catacumba                                                                                                  | Notas |
| ------------------------------------------- | ------- | ------------------------------ | -------------------------- | -------------------------------- | --- | --- |
| 222/223–230                                 |         | Papa Urbano I San Urbano       | Ninguno                    | Desconocido (ver notas)          | Ninguno conocido | No ser confundido con el obispo no-romano Urbano enterrado en la catacbuma de Praetextatus; lápida en Cripta de los Papas contiene la leyenda en griego: OYPBANOC E[ΠΙCΚΟΠΟC] ("Urbano, Obispo"), pero la identificación no es precisa |
| 21 July 230 – 28 de septiembre 235          |         | Papa Pontiano San Pontiano     | Cerdeña                    | Cripta de los Papas              | Ninguno conocido | Traducido de Cerdeña (la "Isla de la Muerte") por Papa Fabiano en 237, enterrado en la cripta papal en noviembre 12; dos grabados completos sobreviven: ΠONTIANOC EΠI[CΚΟΠΟC] M[ΑΡΤΥ]Ρ ("Pontiano Ob[ispo] M[árti]r"); y "ΕΝθΕΩΝ [ΑΓΙΩΝ ΕΠΙCΚΟΠΩΝ] ΠΟΝΤΙΑΝΕ ΖΗϹΗϹ" ("Que puedas tu vivir, Pontiano, en Dios con todo")                    |
| 21 de noviembre de 235 – 3 de enero de 236  |         | Papa Antero San Antero         | Ninguno                    | Cripta de los Papas              | San Silvestro in Capite | Posiblemente el primer Papa en la Cripta de los Papas; inscripción lee: "ΑΝΘΕΡΩϹ EΠI[CΚΟΠΟC]" ("Antero, Obispo") y esta quebrada en tal forma que alguna vez pudo haberlo mencionado como mártir |
| 10 de enero de 236 – 20 de enero de 250     |         | Papa Fabiano San Fabiano       | Ninguno                    | Cripta de los Papas              | San Martino ai Monti Antigua basílica de San Pedro Basílica de San Sebastián de las Catacumbas                               | Inscripción griega de la Catacumba de Calisto esta completa; trasladado a San Martino por Sergio II (Liber Pontificalis) o combinado con Sixto II en la Vieja Basílica de San Pedro (Petrus Malluis); sarcófago inscrito con la leyenda "ΦΑΒΙΑΝΟϹ ΕΠΙ[CΚΟΠΟC] Μ[ΑΡΤΥ]Ρ" ("Fabianos Ob[ispo] M[árti]r") en San Sebastián de las Catacumbas |
| 25 de junio de 253 – 5 de marzo de 254      |         | Papa Lucio I San Lucio         | Ninguno                    | Cripta de los Papas              | Basílica de Santa Cecilia en Trastevere San Silvestro in Capite Basílica de Santa Práxedes                                   | Inscripción sobreviviente reza "Lucio, Obispo" (Griego: ΛΟΥΚΙϹ); sarcófago que anteriormente contenía sus restos sobrevive en Santa Cecilia de Trastevere |
| 30/31 de agosto de 257 – 6 de agosto de 258 |         | Papa Sixto II San Sixto II     | Ninguno                    | Cripta de los Papas              | Vieja Basílica de San Pedro Basílica de San Sixto Vecchio                                                                    | Trasladado de la Catacumba de Calisto a la Vieja Basílica de San Pedro por Pascal I; trasladado desde la Vieja Basílica de San Pedro a San Sixto Vecchio por Leo IV; largo epitafio descubierto en la Catacumba de Calisto |
| 22 de julio de 259 – 26 de diciembre de 268 |         | Papa Dionisio San Dionisio     | Ninguno                    | Cripta de los Papas              | San Silvestre in Capite | Supuestas reliquias de los Papas Silvestre I, Estebán I y Dionisio fueron exhumados y consagrados bajo el altar superio de San Silvestro in Capite en 1601; no hay evidencia arqueológica en la Catacumba de Calisto |
| 5 de enero de 269 – 30 de diciembre de 274  |         | Papa Félix I San Félix         | Ninguno                    | Cripta de los Papas              | Ninguno conocido | De acuerdo a la leyenda fue enterrado en el "Cementerio de los dos Félixes", el cual nunca ha sido ubicado |
| 4 de enero de 275 – 7 de diciembre de 283   |         | Papa Eutiquiano San Eutiquiano | Ninguno                    | Cripta de las Papas              | Abadía de Luni (Sarzana) Catedral de Sarzana                                                                                 | Último Papa enterrado en la Cripta de los Papas; la inscripción reza: "EYTYXIANOC EΠΙC[KOΠOC]" ("Eutiquiano, Obispo") |
| 17 de diciembre de 283 – 22 de abril de 296 |         | Cayo San Cayo                  | Ninguno                    | Cripta de San Eusebio            | San Silvestro in Capite Iglesia construida sobre su casa original Basílica de Sant'Andrea della Valle (Capilla de Barberini) | Inscripción lee: "Γ[AIO]Y EΠI[ϹΚΟΠΟΥ] / ΚΑ[TA]Θ[ECIC] / [ΠΡΟ I] ΚΑΛ MAIΩ[N]" ("La deposición de Cayo, Obispo, el día 22o de abril") |

#### sigloIV
| Pontificado                                  | Retrato | Nombre común                             | Traslaciones pre-Calisto | Ubicación dentro de Calisto | Traslaciones post-Calisto                         | Notas |
| -------------------------------------------- | ------- | ---------------------------------------- | ------------------------ | --------------------------- | ------------------------------------------------- | --- |
| c. 309 – c. 310                              |         | Eusebio San Eusebo                       | Sicilia                  | Cripta de San Eusebio       | Ninguna conocida                                  | Inscripción y largo epitafio sobreviven |
| 2 de julio de 311 – 11 de enero de 314       |         | Papa Melquíades Miltiades San Melquíades | Ninguno                  | Desconocido                 | San Silvestre in Capite                           | Único Papa enterrado en la Catacumba de Calisto durante la "larga paz"; enterrado en un largo sarcófago con una cubierta con forma de techo                                                   |
| 1 de octubre de 366 – 11 de diciembre de 384 |         | Papa Dámaso I San Dámaso                 | Ninguno                  | Desconocido                 | Vieja Basílica de San Pedro San Lorenzo en Dámaso | Enterrado con su madre, Laurencia, su hermana Irene; inscripción de sarcófago sobreviviente; cabeza supuestamente ubicada en un relicario donado por Clemente VIII a la Basílica de San Pedro |